# Samia al-Amoudi
Samia al-Amoudi (àrab: سامية العمودي, Sāmiya al-ʿAmūdī) (Jiddah, 12 d'abril de 1957) és consultora obstètrica i ginecòloga de l'Aràbia Saudita. És la responsable del Centre d'Excel·lència Sheikh Mohammed Hussein Al-Amoudi pel càncer de mama. És més coneguda pel seu treball per la consciència del càncer de mama, després que ella mateixa fos diagnosticada amb aquesta malaltia. També va ser la primera dona del Consell de Cooperació del Golf que va obtenir un lloc a la Unió per a la Junta Internacional de Control del Càncer.

## Biografia
Samia va néixer el 12 d'abril de 1957. El 1981, Samia al-Amoudi va estar entre els primers doctors que es van graduar a l'escola de medicina de la Universitat King Abdulaziz.
A l'abril de 2006 se li va diagnosticar càncer de mama, pel qual va rebre quimioteràpia. Va ser la primera dona saudita a escriure públicament sobre la seva experiència de la malaltia, que va fer en una sèrie d'articles en una columna setmanal al diari Al Madinah.També va aparèixer en un programa de televisió diari.
El març de 2007 va ser premiada amb el primer Premi Internacional de Dones amb coratge, un premi presentat pel Departament d'Estat dels Estats Units.
El 2010 va ser número 5 a la llista Power 100, que és la llista anual d'Arabian Business de les persones àrabs més influents del món.
Des de 2012, any en què va completar el seu tractament contra el càncer, és la responsable del Centre d'Excel·lència Sheikh Mohammed Hussein Al-Amoudi de càncer de mama i la càtedra científica per al càncer de mama a KAU, a Aràbia Saudita i GE.